# Округ Николас (Западна Вирџинија)
Николас (енгл. Nicholas County) је округ у америчкој савезној држави Западна Вирџинија.

## Демографија
По попису из 2010. године број становника је 26.233, што је 329 (-1,2%) становника мање него 2000. године.
| Група             | 2000.          | 2010.          |
| Белци             | 26.170 (98,5%) | 25.688 (97,9%) |
| Афроамериканци    | 14 (0,1%)      | 43 (0,2%)      |
| Азијати           | 50 (0,2%)      | 69 (0,3%)      |
| Хиспаноамериканци | 127 (0,5%)     | 146 (0,6%)     |
| Укупно            | 26.562         | 26.233         |